# Teruki Miyamoto
Teruki Miyamoto (宮本 輝紀, Miyamoto Teruki, Hiroshima, 26 december 1940 – Kitakyushu, 2 februari 2000) was een Japans voetballer die als middenvelder speelde.

## Clubcarrière
In 1956 ging Miyamoto naar de Sanyo High School, waar hij in het schoolteam voetbalde. Nadat hij in 1959 afstudeerde, ging Miyamoto spelen voor Yawata Steel, de voorloper van Nippon Steel. Miyamoto veroverde er in 1964 de Beker van de keizer. 1965 werd de ploeg opgenomen in de Japan Soccer League, de voorloper van de J1 League. In 12 jaar speelde hij er 138 competitiewedstrijden en scoorde 68 goals. Miyamoto beëindigde zijn spelersloopbaan in 1976.

## Japans voetbalelftal
Teruki Miyamoto debuteerde in 1961 in het Japans nationaal elftal en speelde 58 interlands, waarin hij 19 keer scoorde.

## Statistieken
| Japans voetbalelftal | Japans voetbalelftal | Japans voetbalelftal |
| Jaar                 | Wed.                 | Dlp.                 |
| -------------------- | -------------------- | -------------------- |
| 1961                 | 5                    | 3                    |
| 1962                 | 7                    | 1                    |
| 1963                 | 5                    | 2                    |
| 1964                 | 2                    | 0                    |
| 1965                 | 4                    | 1                    |
| 1966                 | 5                    | 3                    |
| 1967                 | 5                    | 5                    |
| 1968                 | 4                    | 0                    |
| 1969                 | 3                    | 2                    |
| 1970                 | 12                   | 1                    |
| 1971                 | 6                    | 1                    |
| Totaal               | 58                   | 19                   |